# 第11回東京音楽祭
第11回東京音楽祭（だいじゅういっかいとうきょうおんがくさい、11th Tokyo Music Festival）は、11回目の東京音楽祭である。1982年3月28日、日本武道館にて世界大会が開かれ、ジョン・オバニオン（アメリカ）がグランプリに輝いた。
- 第10回東京音楽祭-第11回東京音楽祭-第12回東京音楽祭

## 概要
- 11月1日から12月19日の期間中に世界各国から寄せられた応募曲からテープ審査を行う。海外12曲、日本から5組、計16曲が選出され、本選への参加資格を得る。

## 司会者
- 土居まさる
- 朝比奈マリア

## スペシャルゲスト
Guest Singer
- アンディ・ウィリアムス Andy Williams

## プレゼンター
- サルヴァトーレ・アダモ

## 審査員
Judges
- 服部良一（審査委員長）
- 服部克久（音楽家）
- 岡野弁（ミュージックラボ社長）
- アウグスト・アウゲロ（FIDOF名誉会長）スペイン
- ダニー・オドノヴァン（ダニーオドノヴァンエンタープライズ社長）イギリス
- サルヴァトーレ・T・キャンティア（MCAミュージック社長）アメリカ
- ジェームス・コバーン（俳優）アメリカ
- トニー・スコッティー（スコッティーブラザーズ会長）アメリカ
- ジョー・サンプル（音楽家）アメリカ
- デボラ・シェルトン（女優）アメリカ

## 世界大会エントリー
参加16曲（ほぼ出場順）
| 曲順 | エントリー歌手                                    | 参加楽曲                                                                  | 賞                       | 国             |
| ---- | ------------------------------------------------- | ------------------------------------------------------------------------- | ------------------------ | -------------- |
| 1    | デイビー・ジョーンズ Davy Jones                   | 「危険なSIXTEEN」 Baby, You'll Soon Be Sixteen                            |                          | イギリス       |
| 2    | アンジー・ゴールド Angie Gold                     | 「ゲット･イット･オーバー」 Get It Over With                               | 銀賞                     | イギリス       |
| 3    | 泰葉                                              | 「ブルー・ナイト・ブルー」                                                | 銀賞                     | 日本           |
| 4    | ジョニー・イップ/葉振棠 Johnny Yip                | 「ウェイティング･フェイト（再等待）」 The Waiting Fate                    | アジア特別賞             | ホンコン       |
| 5    | シャリ・リン Shari Lynn                           | 「ジャスト・ワンス」 Just Once                                            |                          | アメリカハワイ |
| 6    | 髙橋真梨子                                        | 「for you…」                                                              | 金賞                     | 日本           |
| 7    | アレッサンドラ・ムッソリーニ Alessandra Mussolini | 「Love Is Love」                                                          | 銀賞                     | イタリア       |
| 8    | ムーン・ジュラン/文珠蘭（문주란） Moon-Ju Ran     | 「遠い星（먼별）」                                                        | 最優秀歌唱賞             | 韓国           |
| 9    | ジョン・オバニオン John O'Banion                  | 「君だけのバラード」 I Don't Want To Lose Your Love                       | グランプリ               | アメリカ       |
| 10   | カプチーノ                                        | 「モンマルトルと白いバラ」                                                |                          | 日本           |
| 11   | リック・セグレト Ric Segreto                      | 「ギブ・ミー・チャンス」 Give Me A Chance                                 |                          | フィリピン     |
| 12   | 岩崎良美                                          | 「愛してモナムール」                                                      | 外国審査員団賞           | 日本           |
| 13   | クレール・ダスタ Claire D'Asta                    | 「枯葉の思い出/プレヴェールに捧ぐ」 La Chanson De Prevert                 | 金賞                     | フランス       |
| 14   | クリエイション                                    | 「タイトロープ」                                                          | アンディ・ウィリアムス賞 | 日本           |
| 15   | ヘレン・レディ Helen Reddy                        | 「We Will Never Say Goodbye」 （映画・Oh!ベルーシ絶体絶命エンディング曲） | （欠場）                 | アメリカ       |
| 16   | ナディーヌ Nadine Expert                          |                                                                           | （欠場）                 | フランス       |